# Leptorhabdium nitidum
Leptorhabdium nitidum är en skalbaggsart som beskrevs av Holzschuh 1974. Leptorhabdium nitidum ingår i släktet Leptorhabdium och familjen långhorningar. Inga underarter finns listade i Catalogue of Life.